# Julien Nkoghe Bekalé
Julien Nkoghe Bekale, né le 9 janvier 1962 à Kango, est un homme d’État gabonais, Premier ministre de janvier 2019 à juillet 2020. Il est originaire de la province de l'Estuaire.
Il occupe plusieurs postes ministériels dont, notamment, les ministères du Travail, de l'Emploi et de la Formation Professionnelle, des Petites et Moyennes Entreprises, de l'Agriculture, des Transports, et du Pétrole, du Gaz et des Hydrocarbures, avant d'être nommé Premier ministre.

## Biographie
Forgé par une solide formation de juriste et d’économiste à la fois, ce fils d’instituteur fait ses études au lycée d’État de l’Estuaire à Libreville, puis au lycée technique Omar-Bongo de Libreville au sein duquel il obtient son bac en 1982. Il étudie à l’Université Omar Bongo où il obtient sa maîtrise de droit en 1986. Il intègre ensuite l’École de la Magistrature de Libreville, en cycle A. Il y étudie un an, puis rejoint la section internationale de l’École nationale de la magistrature française. Il rentre ensuite au Gabon pour prêter serment, le 7 octobre 1988, au palais de justice de Libreville, en présence du président de la République Omar Bongo Ondimba.
Il travaille en tant que magistrat pendant 5 ans. Il occupe d’abord le poste de substitut du procureur au tribunal de Franceville, pendant deux ans. Par la suite, il est affecté comme juge au tribunal d’Oyem pendant un an. Puis il est à nouveau Substitut du procureur au tribunal de Libreville durant deux ans.
En 1993, il est nommé conseiller juridique auprès de Paul Biyoghe Mba, ministre de la Privatisation et de la Réforme du secteur parapublic. Il reste à ce poste jusqu’en 1995. Il reprend ses études et se rend en France, au Centre d’Études financières, économiques et bancaires de l'Agence française de développement. Il obtient ensuite un DESS en Administration des Entreprises de l’IAE de Paris-I, Université Panthéon-Sorbonne. Il a donc trois casquettes : celle de juriste, de financier et d’économiste.
Il est plusieurs fois ministre, avant d’occuper les fonctions de Premier ministre.
Il est, tour à tour, ministre des Mines et du Pétrole (2009-2011), ministre  des Transports et de l’Aviation Civile (2011-2012), ministre  de l’Agriculture, de l’Élevage, de la Pêche et du  Développement Rural (2012-2014), ministre des Petites  et  Moyennes  Entreprises, des  Petites  et  Moyennes Industries et de l’Artisanat (mai 2018- juillet 2018), ministre du Travail, de l’Emploi et de la Formation professionnelle (juillet 2018- 10 janvier 2019), Premier ministre (12 janvier 2019- 16 juillet 2020). Élu député pour la première fois en 2010, il a été réélu en 2011 et en 2018 dans la première circonscription de la commune de Ntoum et du département du Komo-Mondah.
Julien Nkoghe Békalé est commandeur dans l’ordre du Mérite national et dans l’ordre de l'Étoile équatoriale.

## Ascension en politique
Il est membre du bureau politique (MBP) du Parti démocratique gabonais (PDG) depuis 2010. Élu député de Ntoum depuis 2010.

## Ministère du Pétrole, du Gaz et des Hydrocarbures
De 2009 à 2011, Il occupe la fonction de  ministre du Pétrole, des Mines, du Gaz et des Hydrocarbures.

## Ministère des Transports et de l'Équipement
De 2011 à 2012, il est ministre des Transports et de l'Équipement.

## Ministère de l’Agriculture, de l’Élevage, de la Pêche et du Développement rural
Il accède au ministère de l’Agriculture, de l’Élevage, de la Pêche et du Développement rural, de février 2012 à janvier 2014, au sein du gouvernement de Raymond Ndong Sima. Le poste de ministre de l’Agriculture, qu’il occupe entre 2012 et 2014, lui permet d’aller à la rencontre des gabonais et de visiter les plantations. Ces découvertes font naître chez lui une véritable passion pour l’agriculture.

## Ministère des PME et de l’Artisanat
Le 4 mai 2018, Julien Nkoghe Bekale est nommé ministre des PME et de l’Artisanat au sein du gouvernement de Issoze Ngondet III. Son objectif était d’accroître le nombre de PME et les aider à grandir. À la suite d’un remaniement par décret présidentiel, il quitte ce ministère le 23 juillet 2018.

## Ministère du Travail, de l’Emploi, chargé de la Formation professionnelle
Il est nommé ministre du Travail, de l’Emploi, chargé de la Formation professionnelle, le 23 juillet 2018, en remplacement d’Arnaud Calixte Engandji Alandji.

## Député du département du Komo Mondah
Le 12 octobre 2018, Julien Nkoghe Bekale est élu, dès le premier tour, avec 58,08% des voix, député du premier siège du département du Komo Mondah (commune de Ntoum) dans sa province natale de l’Estuaire.

## Premier ministre

### Nomination
Après avoir pris ses fonctions de Premier ministre, Julien Nkoghe Bekale a rendu publique la nomination de son gouvernement complet le 12 janvier 2019 à Rabat, au Maroc. Lors de son discours de politique générale du 26 février 2019, il rappelle ses priorités : "Il s’agit principalement de la maîtrise de nos dépenses, qui sont devenues abyssales, notamment en ce qui concerne la masse salariale, les effectifs de la fonction publique et les missions à l’étranger. Il y a aussi la diversification de l’économie, ainsi que l’assainissement des finances publiques. Après les fastes de l’État providence, voici venu le temps de la rationalisation et de l’autoajustement".

### Exercice de la fonction
Au cours de son mandat, Julien Nkoghe Bekale a défendu les réformes menées par le président Ali Bongo Ondimba, concernant, entre autres, la réduction des dépenses, la diversification de l’économie et la lutte contre la corruption. Le remaniement ministériel opéré le 10 juin 2019 en témoigne. De manière à réduire les dépenses de l’État, le nombre de ministres est passé de 38 à 28. Julien Nkoghé Békalé a également créé un ministère de la Promotion des investissements, pour promouvoir et faciliter les investissements et la création d’entreprises au Gabon.

#### Dépénalisation de l'homosexualité
Julien Nkoghe Bekale a proposé et défendu le projet de loi visant à supprimer les dispositions du Code pénal Gabonais pénalisant les « relations sexuelles entre personnes de même sexe ». La loi a été votée le 23 juin 2020 par l’Assemblée nationale gabonaise et le Senat. Ce qui constitue une évolution législative importante.

#### Modification du Code pénal
Julien Nkoghe Bekale a défendu le projet de modification de la loi n°042/01 du 5 juillet 2019 portant Code pénal de la République gabonaise, qui abroge la loi de 1963. L'objectif de cette réforme, entrée en vigueur le 30 juin 2020, est de renforcer le dispositif pénal en matière de bonne gouvernance.

#### Lutte contre la corruption
De manière à lutter contre la corruption, sous le mandat de Julien Nkoghe Bekale, un nouveau ministère a également vu le jour, celui de la Promotion de la Bonne gouvernance, de la Lutte contre la corruption et de l’Évaluation des politiques publiques.